# Польские сибиряки

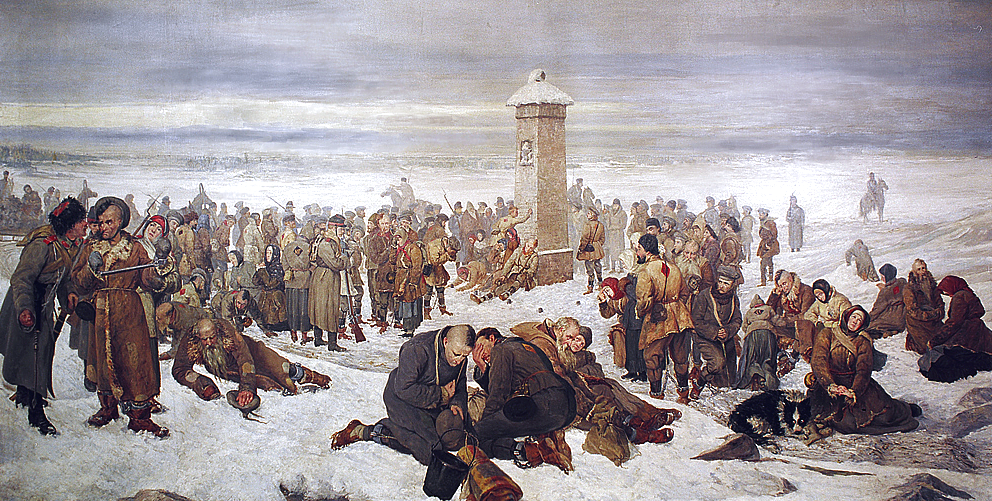
«Прощание с Европой». Александр Сохачевский, 1894 г.

По́льские сибиряки́ или сыбира́ки (пол. sybirak, sybiracy) — собирательное название польских подданных Российской империи и граждан Польши, которые были сосланы или по своей воле переехали жить в Сибирь, на Крайний Север или на территорию Казахстана во времена Российской империи и СССР.
Количество сосланных по политическим убеждениям ссыльных было достаточно большим, однако многие перебрались в Сибирь по своей воле, поскольку Сибирь казалась им экономически выгодным регионом, который мог принести большую прибыль. Именно в Сибири образовалась крупнейшая в России польская национальная община. Огромное количество поляков участвовало в строительстве Транссибирской магистрали, и многие польские деятели науки и искусства отразили в своих трудах Сибирь — в их числе были Александр Чекановский, Иван Черский, Бенедикт Дыбовский, Виктор Годлевский, Сергей Ястржембский, Эдуард Пекарский, Бронислав Пилсудский, Николай Витковский и многие другие.

## История

### Общая картина

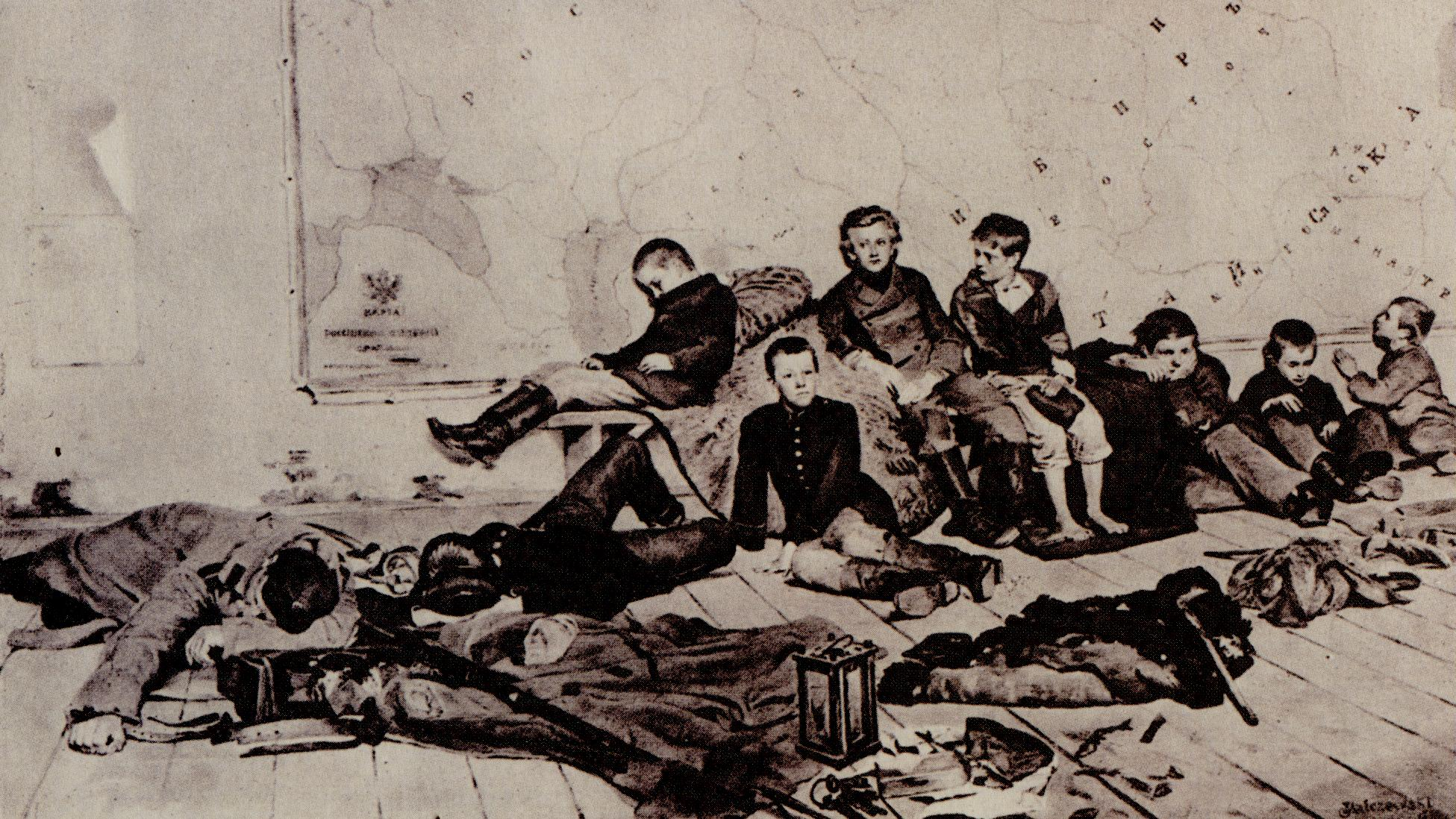
Польские студенты в Сибири, 1891 г.

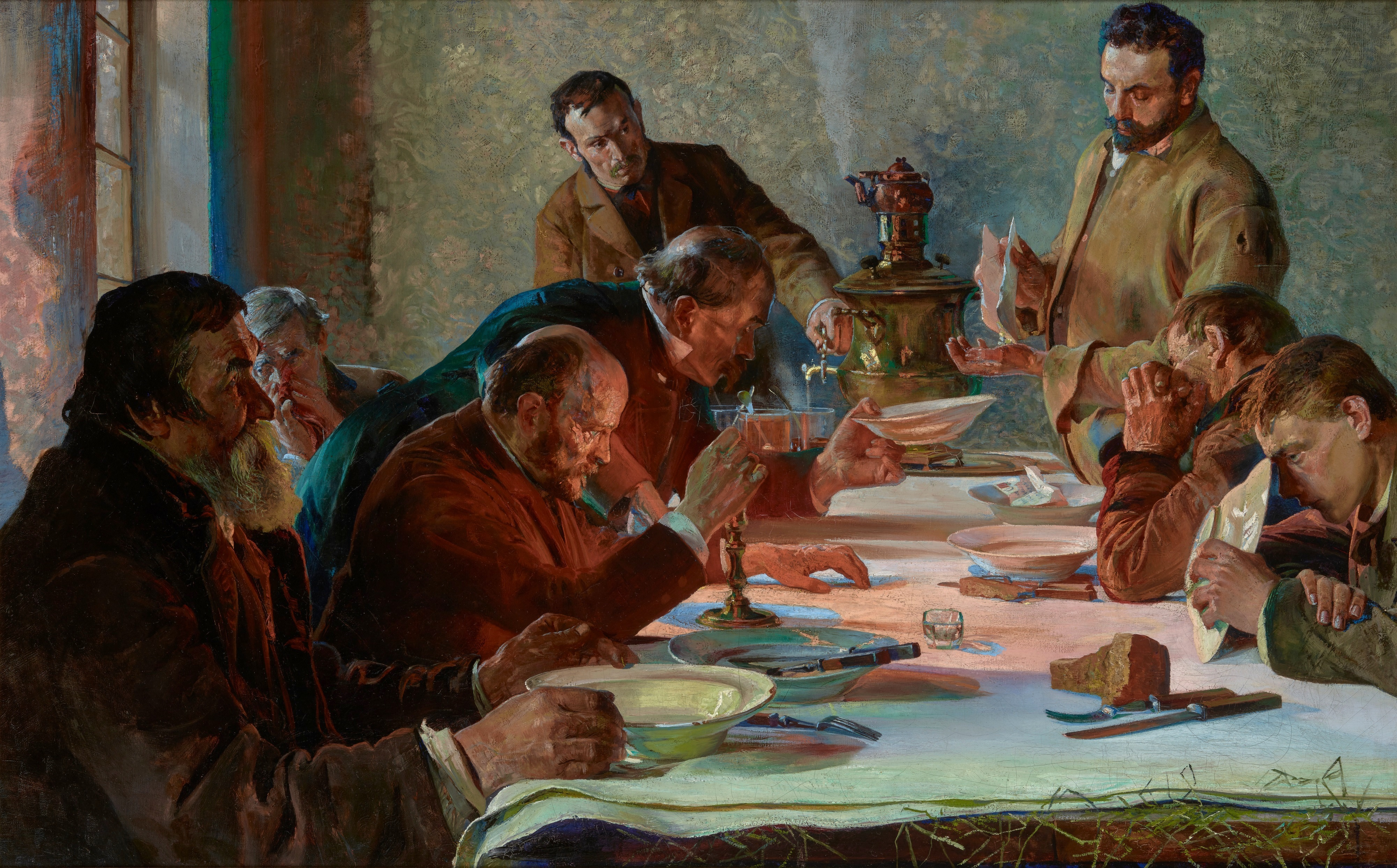
«Сочельник в Сибири». Яцек Мальчевский, 1892 г.

Переселение поляков в Сибирскую часть Российской империи началось ещё в XVIII веке, когда туда как ссыльных стали отправлять сторонников Барской конфедерации. В 1847 году в России заменили смертную казнь по многим преступлениям на ссылку и каторгу. Значительная часть участников польских восстаний 1830 и 1863 годов была сослана в Сибирь, и сосланные стали называть себя «сыбираками» (именно так в польском языке произносится русское слово «сибиряк»). Позднее к ним присоединились депортированные во время волнений в Польше 1905—1907 годов, а в советское время в Сибири осели многие депортированные в 1939 году с Западной Украины и Белоруссии поляки.

### Российская империя
В 1857 году ряд польских ссыльных получил право вернуться в Царство Польское, однако продолжил называть себя польскими сибиряками. Значительная группа этих людей выступила с призывом к националистам заниматься «органической работой» — развивать польские общество, культуру и экономику, а не заниматься подготовкой национально-освободительных восстаний. Большинство националистов не восприняли призывы бывших ссыльных всерьёз, и ссыльные сами вскоре раскололись на две группы — сторонников царской власти и её противников. Среди известнейших вернувшихся ссыльных были Агатон Гиллер, Генрик Краевский, Кароль Рупрехт и Шимон Токажевский
В 1860-е годы в Сибири проживало около 20 тысяч поляков. В 1866 году они предприняли безуспешное Кругобайкальское восстание против властей.

### СССР
Ещё до начала Великой Отечественной войны, когда к СССР были присоединены Западная Украина и Западная Белоруссия, советские власти выслали с присоединённых земель часть польского населения в четырёх волнах. Утверждается, что численность депортированных поляков составила 1,5 млн. человек, но рассекреченные документы НКВД свидетельствуют о преувеличении цифры в 4—5 раз (данные колеблются от 309 тысяч до 381 220 человек). Поляков расценивали как советских, а не польских граждан, хотя небольшая часть подлежавших депортации всё-таки добилась права остаться на своей малой родине. По данным Польского института национальной памяти, советские власти отправили в Сибирь около 320 тысяч поляков.

### Основная
- Applebaum, A. (2004). GULAG A History, Penguin, ISBN 0-14-028310-2.
- Cienciala, M. (2007). Katyn A Crime Without Punishment, Yale University, ISBN 978-0-300-10851-4.
- Davies, N. (1986). God's Playground A History of Poland Volume II, Clarendon, ISBN 0-19-821944-X.
- Ferguson, N. (2006). The War of the World, Allen Lane, ISBN 0-7139-9708-7.
- Gross, J. T. (2002). Revolution from Abroad, Princeton, ISBN 0-691-09603-1.
- Hope, M. (2005). Polish Deportees in the Soviet Union, Veritas, ISBN 0-948202-76-9.
- Jolluck, K. (2002). Exile & Identity, University of Pittsburgh, ISBN 0-8229-4185-6.
- Krupa, M. (2004). Shallow Graves in Siberia, Birlinn, ISBN 1-84341-012-5.
- Malcher, G. C. (1993). Blank Pages, Pyrford, ISBN 1-897984-00-6.
- Mikolajczyk, S. (1948). The Pattern of Soviet Domination, Sampsons, low, Marston & Co.
- Piesakowski, T. (1990). The Fate of Poles in the USSR 1939~1989, Gryf, ISBN 0-901342-24-6.
- Piotrowski, T. (2004). The Polish Deportees of World War II, McFarland, ISBN 978-0-7864-3258-5.
- Polian, P. (2004). Against their Will, CEU Press, ISBN 963-9241-73-3.
- Rees, L. (2008). World War Two Behind Closed Doors, BBC Books, ISBN 978-0-563-49335-8.

### Дополнительное чтение
- M. Janik, Dzieje Polaków na Syberii, 1928
- W. Jewsiewicki, Na Syberyjskim Zesłaniu, 1959
- R. Lysakowski, Siberian Odyssey: A Song of the Cornucopia, Vantage Press, 1990, ISBN 0-533-08386-9